# Trixomorpha luteipennis
Trixomorpha luteipennis là một loài ruồi trong họ Tachinidae.